# جائزة نوبل في الأدب 1954

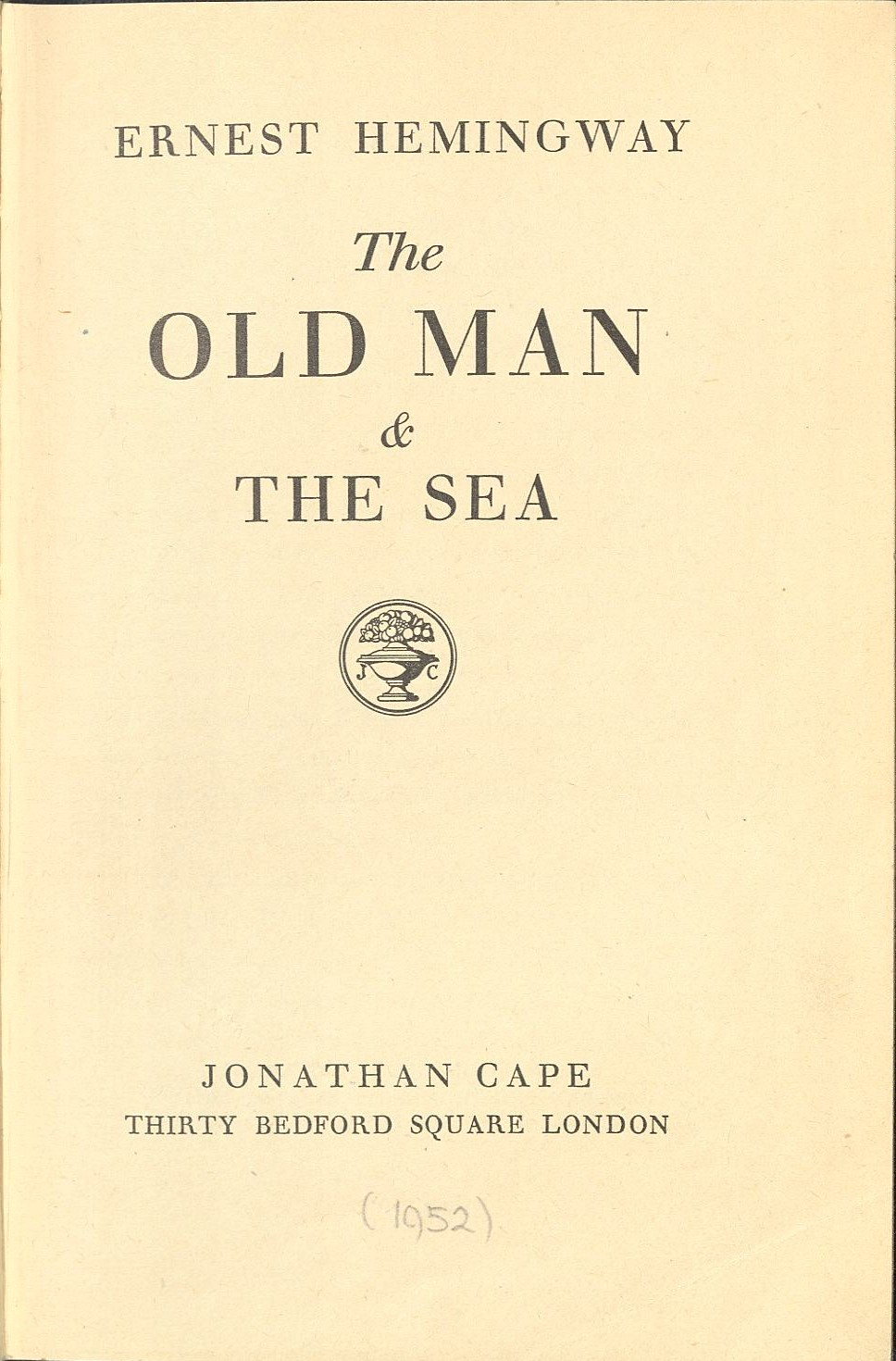
رواية "العجوز والبحر".

حصل الكاتب الأمريكي إرنست همنغواي على جائزة نوبل في الأدب لعام 1954 «لإتقانه فن السرد، والذي تم إثباته وقتها في رواية العجوز والبحر1952، وللتأثير الذي مارسه على الأسلوب المعاصر». إرنست همنغواي معروف بروايات أخرى عديدة منها ثم تشرق الشمس (1926)، وداعًا للسلاح (1929)، لمن تقرع الأجراس (1940)، (1952)، وكذلك بقصصه القصيرة.

## قرار الجائزة
تم ترشيح إرنست همنغواي للجائزة في أربع مرات بين عامي 1947 و1954، وأول ثلاث مرات من قبل أعضاء الأكاديمية السويدية وفي عام 1954 من قبل أستاذ لغويات إنجليزي نمساوي.
وتم رفض ترشيح همنغواي في عام 1947 من قبل عضو اللجنة بير هالستروم، حيث صرح في تقرير "إن أسلوب همنغواي في الكتابة كان ذا مستوى منخفض للغاية وخفيف الوزن ". تم النظر في همنغواي ورفضه مرة أخرى في عام 1950، عندما وجدت الأكاديمية السويدية أن كتابه الأخير عبر النهر وبين الأشجار لم يكن بنفس قوة أعماله السابقة ولاحظت أيضًا أنه قد حقق بالفعل قدر كبير من النجاح، وأنه كان كذلك. من غير المرجح أن يحتاج إلى أموال الجائزة.
تلقت لجنة نوبل 35 ترشيح لـ 27 شخص عام 1954، بما في ذلك ستة ترشيحات لهالدور لاكسنس (الذي حصل على الجائزة في عام 1955). ومن بين المؤلفين المعينين الآخرين أندريه مالرو، وألبرت كامو، وخوان رامون خيمينيز، ونيكوس كازانتزاكيس، وإي إم فورستر، وجوتفريد بين وروبرت فروست.
تم ترشيح همنغواي مرة أخرى عام 1953، وكان منافس للجائزة في ذلك العام وفق نيويورك تايمز، ولكن تم تأجيل ترشيحه لأن أعضاء الأكاديمية اعتقدوا أن همنغواي وزوجته ربما لقوا حتفهم في حادث تحطم طائرة في أفريقيا. تم إدراج همنغواي في القائمة المختصرة للمرشحين للجائزة مع ألبير كامو وهالدور لاكسنس - وقد تم منح كلا المؤلفين الجائزة في النهاية.

## الترشيحات
فيما يلي القائمة الرسمية للمرشحين ومرشحيهم للجائزة:
| No. | المرشح                           | البلد            | المجالات الادبية                                                |
| --- | -------------------------------- | ---------------- | --------------------------------------------------------------- |
| 1   | فرانز هيلينز ‏ (1881–1972)        | بلجيكا           | الرواية، الشعر، النقد الأدبي                                    |
| 2   | مارك الدانوف ‏ (1886–1957)        | أوكرانيا فرنسا   | السيرة، الرواية، المقالات، النقد الأدبي                         |
| 3   | ريكاردو روجاس (1882–1957)        | الأرجنتين        | الشعر، التاريخ، الدراما، التربية، المقالات                      |
| 4   | رامون مننديث بيدال (1869–1968)   | إسبانيا          | philology، التاريخ                                              |
| 5   | غوستاف فانزيبي (1869–1955)       | بلجيكا           | الرواية، الدراما، القصة القصيرة                                 |
| 6   | هالدور لاكسنس (1902–1998)        | آيسلندا          | الرواية، القصة القصيرة، الدراما، الشعر                          |
| 7   | تاریاي وسوس ‏ (1897–1970)         | النرويج          | الشعر، الرواية                                                  |
| 8   | كونتشا إسبينا (1869–1955)        | إسبانيا          | الرواية، القصة القصيرة                                          |
| 9   | إرنست همينغوي (1899–1961)        | الولايات المتحدة | الرواية، القصة القصيرة، screenplay                              |
| 10  | ريكاردو باتشيلي ‏ (1891–1985)     | إيطاليا          | الرواية، الدراما، المقالات                                      |
| 11  | هنرييت تشاراسون (1884–1972)      | فرنسا            | الشعر، المقالات، الدراما، الرواية، النقد الأدبي، السيرة         |
| 12  | ماكس مل (1882–1971)              | النمسا           | الدراما، الرواية، screenplay                                    |
| 13  | ياروسلاف سيفرت (1901–1986)       | التشيك           | الشعر                                                           |
| 14  | جورج فويوكلاتيس (1903–1956)      | اليونان          | الشعر، المقالات                                                 |
| 15  | أندريه مالرو (1901–1976)         | فرنسا            | الرواية، المقالات، النقد الأدبي                                 |
| 16  | إدوارد مورغان فورستر (1879–1970) | المملكة المتحدة  | الرواية، القصة القصيرة، الدراما، المقالات، السيرة، النقد الأدبي |
| 17  | يوهان فالكبرجيت ‏ (1879–1967)     | النرويج          | الرواية، القصة القصيرة، المقالات                                |
| 18  | جوتفريد بن (1886–1956)           | ألمانيا          | الشعر، المقالات                                                 |
| 19  | رودولف كاسنر ‏ (1873–1959)        | النمسا           | الفلسفة، المقالات، الترجمة                                      |
| 20  | كارل يونغ (1875–1961)            | سويسرا           | الفلسفة، المقالات                                               |
| 21  | خوان رامون خيمينيث (1881–1958)   | إسبانيا          | الشعر، الرواية                                                  |
| 22  | ألبير كامو (1913–1960)           | فرنسا            | الرواية، القصة القصيرة، المقالات، الفلسفة، الدراما              |
| 23  | روبرت فروست (1874–1963)          | الولايات المتحدة | الشعر، الدراما                                                  |
| 24  | نيكوس كازانتزاكيس (1883–1957)    | روسيا            | الرواية، الفلسفة، المقالات، الدراما، المذكرات، الترجمة          |
| 25  | هيرمان تيرلينك ‏ (1879–1967)      | بلجيكا           | الرواية، الشعر، المقالات، الدراما                               |
| 26  | جوليان بيندا (1867–1956)         | فرنسا            | الرواية، الفلسفة، المقالات، النقد الأدبي                        |
| 27  | مارتن بوبر (1878–1965)           | النمسا إسرائيل   | الفلسفة                                                         |

## ردود الفعل
كان همنغواي هو المرشح المفضل لنيل جائزة نوبل في الأدب عام 1954 مع هالدور كيلجان لاكسنيس. وقال همنغواي في مقابلة «أنا سعيد وفخور للغاية بالحصول على جائزة نوبل للآداب»، لكنه لم يتمكن من الذهاب إلى ستوكهولم لاستلام الجائزة بسبب الإصابات التي تعرض لها في تحطم طائرتين في إفريقيا.

## الروابط الخارجية
- خطاب حفل توزيع الجوائز nobelprize.org
- قائمة بجميع الترشيحات لجائزة نوبل في الأدب لعام 1954 nobelprize.org